# 웃기는 사랑은 하고 싶지 않아
《웃기는 사랑은 하고 싶지 않아》는 2006년 12월 1일, 12월 8일, 12월 15일 22:00~22:54에 TBS에서 방송된 3부작 드라마이다.
난카이 캔디즈 야마자키 시즈요의 첫 주연작. 각본은 방송작가 스즈키 오사무.

## 개요
도쿄의 대형 백화점 엘리베이터 걸 나가이 스즈네와, 케이크가게의 점장 도나카 잇페이의 리얼한 사랑을 그린다.

## 등장 인물

### 주요 인물
- 나가이 스즈네 - 야마자키 시즈요 / 난카이 캔디즈

'오야마야' 백화점의 엘리베이터 걸. 보이는 그대로 무슨 생각을 하는지 모르는 표정의 캐릭터. 게다가 본인은 미소짓는다고 생각하지만 다른 사람이 보기에는 생글생글을 넘어 기분 나쁜 표정이다.
- 도나카 잇페이 - 코모토 준이치 / 차장과장

백화점 지하에 있는 케이크가게 '헤븐'의 점장 겸 셰프. 요시키가 그만 두고부터 매상이 급하락한다. 그 때문에 바이어 '우오즈미'에게 "이번 달 매상이 지난 달의 10배가 되지 않으면 강제적으로 가게를 없앤다"라는 말을 듣는다. 게다가 시즈요와 애인 만들기 내기를 하고, 질 경우 맨션을 사야하는 처지가 된다. 일과 사랑 모두 바쁜 사람.
- 아카이 산타 - 마스다 타카히사 / NEWS, 테고마스

'행복 택배'에서 아르바이트로 배달 일을 하고 있다. 스즈네의 아랫집에 살고 있다. 누나가 4명, 그 누나들에게 심부름꾼 취급을 당하고 있다.
- 시라이 유키코 - 사카이 와카나

아카사카 TV 제작국 어시스턴트 디렉터. 보도기자에서 이동, 오기야하기의 버라이어티 방송을 돕고 있다. 상처받기 쉬운 스타일.
- 구리츠 리카 - 나츠카와 준

백화점의 미인 접수원. 도나카와는 미팅에서 만난다. 아이가 있다.
- 미도리야마 료헤이 - 마츠오 도시노부

백화점의 신입 바이어. '우오즈미'의 부하.
- 오쿠로 다카시 - 기리타니 겐타

케이크가게 '헤븐'의 직원.
- 오기야하기

유키코가 AD로 일하는 아카사카 TV의 프로그램 '오기야하기의 사상 최대의 어려운 문제'의 메인 퍼스널리티.
- 오야마 시게오 - 오카다 요시노리

오야마 가즈요의 아들. 백화점에서 우연히 만난 스즈네에게 첫눈에 반한다.
- 토모코 - 아소 유미

스낵 '츠구나미'의 마담. 5번의 이혼 경력을 가진 前 엔카 가수.
- 우오즈미 고 - 사사키 구라노스케

백화점 바이어. 매상을 올리지 못하는 잇페이의 가게를 닫으려 한다.
- 오야마 가즈요 - 이즈미 핀코

스즈네 앞에는 청소 아줌마로 등장하지만, 사실은 오야마야의 사장.

### 게스트
- 요시키 - 이노우에 사토시 / 차장과장

도나카 잇페이 케이크가게에서 일했던 메인 파티시에. 그러나 다른 케이크가게로 스카웃 되어 그만둔다. 덕분에 요시키의 팬들이 모두 떠나간 도나카의 가게는 망해간다.
- 에미 - 미우라 리에코

'헤븐'의 단골.
- 츠구나이의 손님 - 누쿠미즈 요이치

모든 것이 수수께끼로 둘러싸인 남자.
- 다다 겐이치 - 마기

스미야마 증권 과장.
- 이와키 - 고바야시 스스무

'오기야하기의 사상 최대의 어려운 문제'의 프로듀서.
- 츠구나이의 손님 - 사토 지로

수상한 분위기를 내고 있지만, 사실 그렇게 수상한 인물은 아니다. 이 인물 전체가 수수께끼.
- 레스토랑 점원 - 니헤이 유코

의욕없는 점원. 치즈를 한 번 갈기 시작하면 끝을 모른다.
- 어떤 남자 - 야마사토 료타 / 난카이 캔디즈

## 부제·시청률
| 각 화                                                   | 방송일           | 서브타이틀                                                      | 시청률 |
| ------------------------------------------------------- | ---------------- | --------------------------------------------------------------- | ------ |
| 제1화                                                   | 2006년 12월 01일 | 인기 없는 남자의 리얼 슬픈 눈물과 웃음의 크리스마스 사랑 이야기 | 7.5%   |
| 제2화                                                   | 2006년 12월 08일 | 사랑의 공회전                                                   | 8.7%   |
| 최종화                                                  | 2006년 12월 15일 | EVE@눈물의 색                                                   | 8.7%   |
| 평균 시청률 8.3% (시청률은 관동지구·비디오 리서치 조사) |                  |                                                                 |        |